# Olimpia Occidental

El Olimpia Occidental es un equipo de fútbol hondureño que juega en la Liga de Ascenso de Honduras, la segunda categoría de fútbol en el país.

## Historia
Fue fundado en el año 1965 la localidad de La Entrada de Copán, y es uno de los equipos más tradicionales de la Liga de Ascenso de Honduras, aunque estuvo cerca del descenso a la Liga Mayor de Fútbol de Honduras por problemas económicos en 2016.

## Estadio
Hace de local en el Estadio Las Alsacias, ubicado en La Entrada, Copán. Este recinto tiene capacidad para 2,000 espectadores.

## Afición
El equipo es un histórico de la Liga de Ascenso y su afición se ha caracterizado por nunca dejarlo solo incluso en los momentos mas difíciles.

## Apodos

### Albos Copanecos
Este apodo se debe a que albos es el apodo del Club Olimpia Deportivo, solo se le agregó copanecos al final para identificarse del club capitalino.

### Los Leones
Este apodo es porque la mascota del equipo es un león.

## Uniforme
- Uniforme Titular: Camiseta blanca con mangas rojas, calzoneta azul y medias rojas.
- Uniforme Alternativo: Camiseta negra con detalles rojos, calzoneta negra con detalles rojos y medias negras con detalles rojos.

## Rivalidades
Tiene una gran rivalidad con el Deportes Savio con el que juegan el Clásico Copaneco.

## Jugadores

### JugadoresDestacados
- Carlos Pinto
- Denis Carbajal
- Bayron Nataren
- Carlos Almendrares
- Juan jose "Rambito" Rodríguez

## Entrenadores

### Entrenadores destacados
- Gil Rodríguez
- Ramón Maradiaga